# Federica Sbrenna
Federica Sbrenna (Roma, 14 giugno 1990) è un'attrice e conduttrice radiofonica italiana.

## Biografia
Ha fatto il suo debutto cinematografico a 13 anni interpretando Daniela Germano nel film diretto da Paolo Virzì, Caterina va in città (2003), con Alice Teghil e Carolina Iaquaniello.
In seguito recita nel film diretto da Stefano Calvagna, L'uomo spezzato (2005), dove impersona una studentessa mitomane e lolitesca.
In televisione debutta nel 2004 nella serie tv Un medico in famiglia 4, in cui interpreta il ruolo di Miranda, una ragazza ingenua e timida, che poi si fidanzerà con Ciccio. Nel 2005 appare nel film Cose da pazzi, regia di Vincenzo Salemme, e nella miniserie tv Ricomincio da me, in onda su Canale 5. Nel 2007 appare nuovamente su Rai Uno in Un medico in famiglia 5 e poi nel 2009 in Un medico in famiglia 6.
Ha lavorato come speaker radiofonica presso la trasmissione By Night Roma di Radio 104.5.
Nel 2020 si è laureata in Lettere Moderne.
Attualmente lavora come collaboratrice per il noto quotidiano Il Messaggero.

## Filmografia

### Cinema
- Caterina va in città, regia di Paolo Virzì (2003)
- Cose da pazzi, regia di Vincenzo Salemme (2005)
- L'uomo spezzato, regia di Stefano Calvagna (2005)
- Il compleanno, regia di Marco Filiberti (2009)

### Televisione
- Un medico in famiglia 4, regia di Isabella Leoni e Claudio Norza - Serie TV - Rai Uno (2004)
- Ricomincio da me, regia di Rossella Izzo - Miniserie TV - Canale 5 (2005)
- Un medico in famiglia 5, regia di Ugo Fabrizio Giordani, di Isabella Leoni e di Elisabetta Marchetti - Serie TV - Rai Uno (2007)
- Un medico in famiglia 6, regia di Tiziana Aristarco ed Elisabetta Marchetti - Serie TV - Rai Uno (2009)